# Ailuropoda
Ailuropoda és un gènere que conté cinc pandes gegants, dels quals quatre s'han extingit. Tot i formar part de l'ordre dels carnívors, els pandes tenen una dieta principalment herbívora, basada en el bambú.

## Classificació
- Ailuropoda baconi † Woodward, 1915 (Plistocè)
- Ailuropoda melanoleuca David, 1869
  - Ailuropoda melanoleuca melanoleuca David, 1869
  - Ailuropoda melanoleuca qinlingensis Wan Q. H., Wu H. i Fang S. G., 2005
- Ailuropoda microta † Pei, 1962 (Pliocè superior)
- Ailuropoda minor † Pei, 1962 (Plistocè)
- Ailuropoda wulingshanensis † Wang et al. 1982 (Pliocè superior - Plistocè inferior)